# Rotava (Fluss)
Die Rotava (auch Rotavský potok, deutsch: Rothau, Rothaubach) ist ein linker Nebenfluss der Svatava (Zwota) in der Karlsbader Region in Tschechien.

## Lage und Verlauf
Sie entspringt im böhmischen Teil des Erzgebirges am Jelení vrch etwa 1,8 km westlich von Přebuz (Frühbuß). Hier durchquert sie den Granit von Norden nach Süden und biegt dann an der Grenze zum Phyllit nach Südwesten um. Durchflossen werden die Ortschaften Šindelová (Schindlwald) und den Ortsteil Dolní Rotava der namensgebenden Stadt Rotava (Rothau) um schließlich im Weiler Anenské údolí (Annathal) in die Svatava zu münden. Hier hat die Rotava ein über 150 m tiefes Kerbtal eingeschnitten.

## Zuflüsse
- Oborský potok (re)
- Vřesový potok (li)
- Bystřina (Zwieselbach) (re)
- Skřiváň (Zellersbach) (li)
- Novoveský potok (Hahnbach) (re)